# 布魯諾·蘇雷斯
布魯諾·蘇雷斯（葡萄牙語：Bruno Soares，1982年2月27日—），巴西男子職業網球運動員。
截至目前為止，蘇雷斯奪得10座ATP雙打冠軍。
2016澳洲網球公開賽男雙決賽，和搭檔傑米·穆雷（Jamie Murray）歷經2小時奮戰，最後以2：6、6：4、7：5擊敗加捷組合聶斯特（Daniel Nestor）／史坦佩尼克（Radek Stepanek），抱走生涯首座大滿貫男雙金盃。
2016澳洲網球公開賽混雙決賽，和搭檔葉連娜·韋斯寧娜（Elena Vesnina）以6：4、4：6、10：5擊敗霍里亞·特卡烏（Horia Tecau）／可可·范德維奇（Coco Vandeweghe），抱走生涯首座澳網混雙金盃。

## 外部連結
- 布魯諾·蘇雷斯（英文/西班牙文）的官方資料
- 布魯諾·蘇雷斯的國際網球總會 職業／青少年 官方資料（英文）
- 布魯諾·蘇雷斯的官方資料（英文）